# Ouled Zidane
Ouled Zidane (àrab أولاد زيدان) és una comuna rural de la província de Berrechid de la regió de Casablanca-Settat. Segons el cens de 2014 tenia una població total de 6.434 persones.